# Arche-Noah-Zeitlose
Die Arche-Noah-Zeitlose (Colchicum trigynum)  (dreistängelige Zeitlose) ist eine Pflanzenart aus der Gattung der Zeitlosen (Colchicum) in der Familie der Zeitlosengewächse (Colchicaceae).

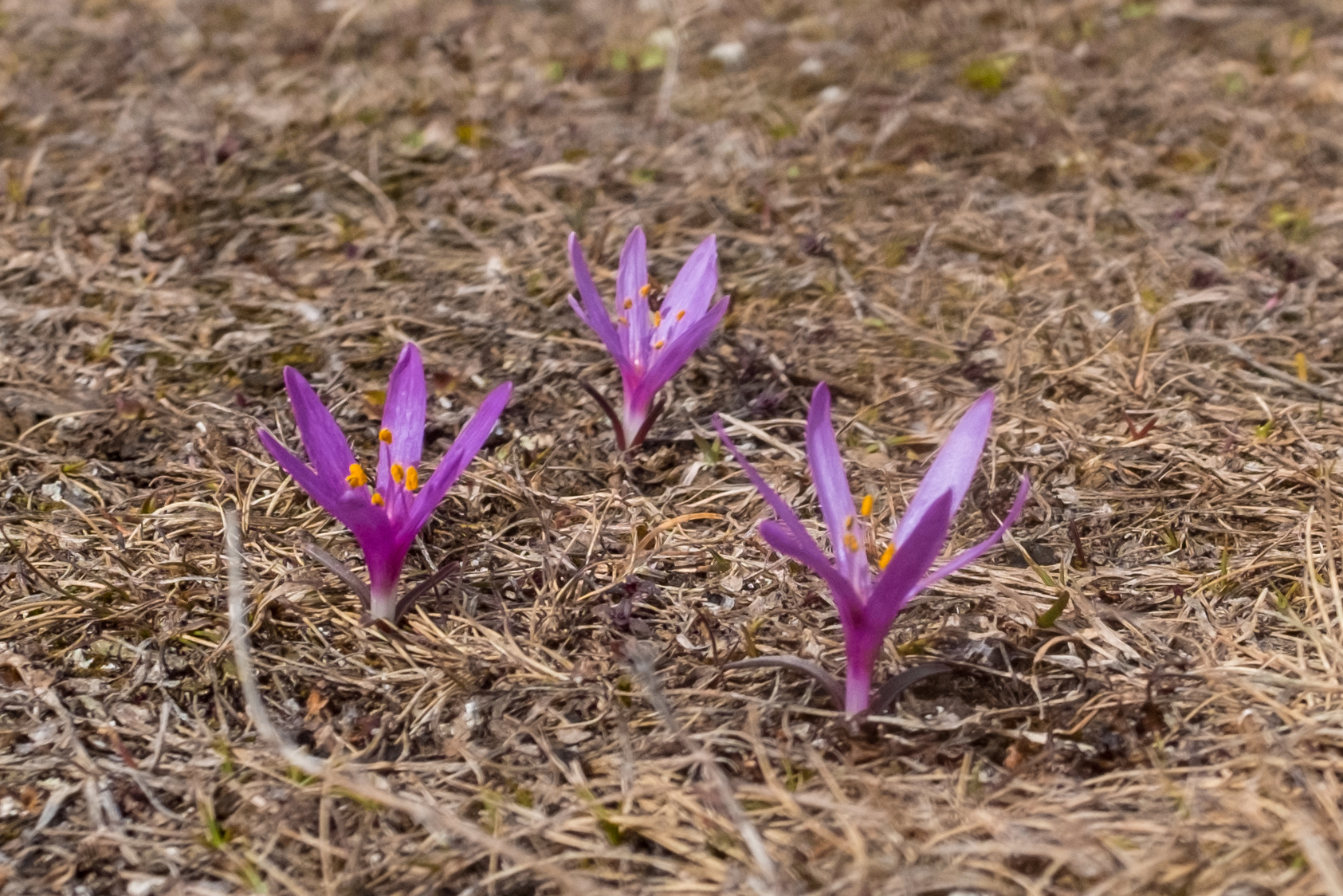
Colchicum trigynum

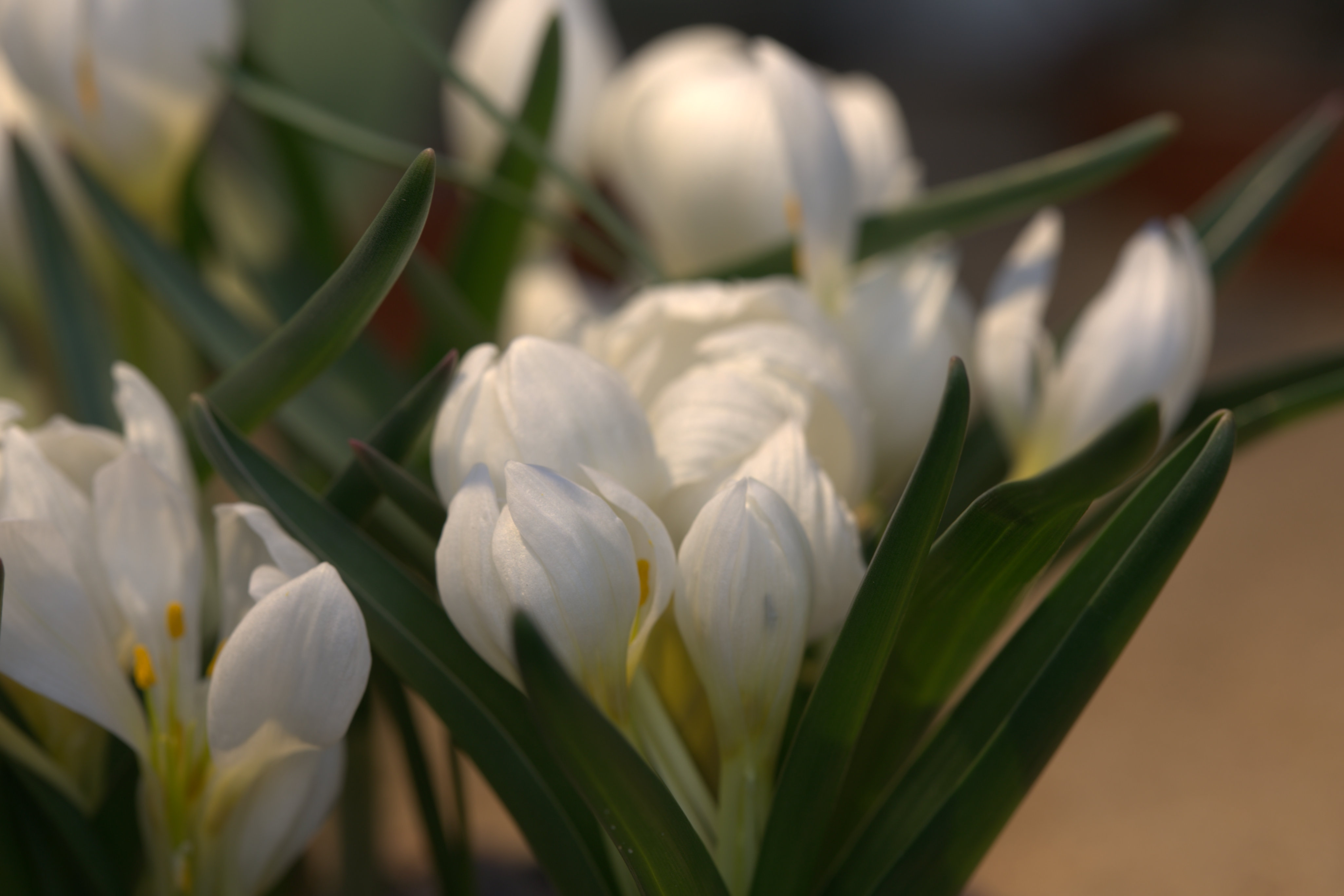
Colchicum trigynum

## Beschreibung
Die Arche-Noah-Zeitlose ist ein ausdauernde Knollenpflanze, die Wuchshöhen von 5 bis 10 Zentimeter erreicht. Die Knollen sind aufrecht und eiförmig. Die selten 2, meist 3 bis 4 Blätter sind kahl. Zur Blütezeit messen sie 1,5 bis 7 × 0,2 bis 1,7 Zentimeter und sind kürzer als die Blüten, später erreichen sie 10 bis 22 × 0,4 bis 3 Zentimeter. Die meist 1 bis 2, selten 3 Blüten sind weiß bis rosalila. Die Perigonblattscheiden messen 18 bis 40 × 4 bis 10 Millimeter, sind schmal verkehrteilanzettlich und weisen meist Öhrchen auf.
Auffallend sind die scheinbar geteilten Blütenstiele. Die Blüten (ein bis drei Stück) bestehen aus jeweils sechs Kronblättern. Sie entspringen jeweils einem kurzen (meist verborgenen) Stiel und bestehen aus langen dünnen Stielen die scheinbar eine Röhre formen. Die Blütezeit reicht von März bis April, selten beginnt sie bereits im Februar. Sie kann bei niedrigen Temperaturen etwa 3 Wochen betragen.

## Vorkommen
Die Arche-Noah-Zeitlose kommt in der Türkei (ausgenommen der Nordwesten), im Kaukasus, in Transkaukasien und im Nord-Iran auf trockenen Berghängen und offenen Wiesen in Höhenlagen von 1300 bis 2800 (selten ab 750) Meter vor.

## Taxonomie
Die Arche-Noah-Zeitlose wurde 1805 durch Johannes Michael Friedrich Adams in Beiträge zur Naturkunde (Weber und Mohr) Band 1, Seite 49 als Bulbocodium trigynum erstbeschrieben. Adams übernahm damit einen Namen von Christian von Steven. Die Art wurde 1934 durch William Thomas Stearn in Journal of Botany, British and Foreign Band 72 Seite 344 als Colchicum trigynum (Steven ex Adams) Stearn in die Gattung Colchicum gestellt. Synonyme von Colchicum trigynum (Steven ex Adams) Stearn sind: Bulbocodium trigynum Steven ex Adams, Merendera caucasica M.Bieb., Colchicum caucasicum (M.Bieb.) Spreng. und Merendera trigyna (Steven ex Adams) Stapf.

## Nutzung
Die Arche-Noah-Zeitlose wird selten als Zierpflanze für Steingärten genutzt. Die Art ist seit spätestens 1823 in Kultur.